# Патрік Мбома
Патрік Мбома (фр. Patrick Mboma, нар. 15 листопада 1970, Дуала) — колишній камерунський футболіст, нападник. Найкращий африканський футболіст 2000 року.

## Клубна кар'єра
Вихованець футбольної школи клубу «Парі Сен-Жермен». 1992 року почав залучатися до складу основної команди цього клубу, втім участі у матчах чемпіонату не брав. Натомість перший досвід офіційних матчів здобув у складі іншого французького клубу, «Шатору», кольори якого захищав у 1993—1994 роках. За команду, що грала у нижчих лігах французької першості провів 29 матчів, продемонструвавши високу результативність (17 м'ячів). По тому повернувся до ПСЖ, в якому провів лише вісім матчів в сезоні 1994/95. Аналогічну кількість матчів чемпіонату провів за паризький клуб і в сезоні 1996/97, попередньо відігравши сезон 1995/96 за «Мец».
1997 року гравець, що не зміг себе проявити у французькому футболі, перебрався до Японії, уклавши контракт з місцевим клубом «Гамба Осака», в якому став провідним голеодором (29 голів у 34 матчах).
У 1998 повернувся до Європи, цього разу до італійського «Кальярі», а за два роки, влітку 2000, перейшов до «Парми». На сезони 1999/2000 та 2000/2001 прийшовся пік ігрової кар'єри Мбоми, він регулярно виходив на поле в матчах Серії A, спочатку у складі «Кальярі», а згодом «Парми», 2000 року був визнаний найкращим африканським футболістом року.
2001 року перебрався до Англії, ставши гравцем «Сандерленда». У складі цього клубу місця в основному складі не отримав і вже за рік уклав контракт з лівійським «Аль-Іттіхад» (Триполі).
Завершив професійну ігрову кар'єру в Японії, де у 2003—2004 грав за «Токіо Верді», а протягом 2004—2005 років захищав кольори «Віссел» (Кобе).

## Виступи за збірну
1995 року дебютував в офіційних матчах у складі національної збірної Камеруну. Протягом кар'єри у національній команді, яка тривала 10 років, провів у формі головної команди країни 56 матчів, забивши 33 голи.
2000 року став олімпійським чемпіоном на Олімпійських іграх в Сіднеї
У складі збірної був учасником двох чемпіонатів світу — чемпіонату світу 1998 року у Франції та мундіалю 2002 року в Японії і Південній Кореї. Також брав участь у розіграшу Кубка Конфедерацій 2001 року.
Учасник чотирьох розіграшів Кубка африканських націй, у тому числі двох переможних для камерунців розіграшів цього континентального трофею — розіграшу 2000 року, що проходив в Гані та Нігерії, а також розіграшу 2002 року в Малі. Двічі, у 2002 та 2004 роках ставав найкращим бомбардиром чемпіонату континенту.

## Досягнення

### Командні
- Володар Кубка Франції:

«Парі Сен-Жермен»: 1992–93, 1994–95
- Володар Кубка французької ліги:

«Парі Сен-Жермен»: 1994–95, 1996–97
«Мец»: 1995–96
- Володар Кубка африканських націй:

2000, 2002
- Олімпійський чемпіон:

2000

### Особисті
- Африканський футболіст року:

2000
- Найкращий бомбардир Кубка Італії:

1999–00
- Найкращий бомбардир кубка африканських націй:

2002, 2004